# Emma Eva Giardina Cassella
Emma Eva Giardina Cassella (Cusano Mutri, 12 febbraio 1916 – Roma, 1997) è stata una musicista, poetessa e scrittrice italiana.

## Biografia
Inizia lo studio del pianoforte all'età di soli 5 anni grazie agli insegnamenti della madre, maestra di pianoforte e nipote del direttore d'orchestra Angelo Pierangeli, che per ben 6 anni diresse L'Orchestra del Teatro dell'Opera di Roma.
Dà i suoi primi esami di musica al conservatorio musicale Benedetto Marcello di Venezia per poi terminarli e conseguire i diplomi di Pianoforte e di musica corale al Conservatorio Santa Cecilia di Roma.
Divenuta esperta nel settore musicale dà numerosi concerti, interpretando al pianoforte, oltre ai suoi spartiti, sinfonie di Chopin, Liszt e Ravel al Teatro Eliseo di Roma riscontrando un gradito successo, tant'è che le sue composizioni furono scelte dalla SIAE per essere trasmesse dalla RAI.
Oltre alla musica, studia anche le lingue, francese inglese ed iraniana, all'Università di Roma, compiendo la prima traduzione, dal persiano all'italiano, delle opere di Hafez.
Emma manifesta attraverso tutti i suoi scritti l'amore per la sua terra natia, Cusano Mutri, e prima di lasciarlo definitivamente decide di scrivere una lettera di congedo:
"Miei carissimi concittadini cusanesi, nel lasciare Cusano Mutri voglio prima augurare a tutti successo e fortuna. Sono nata a Cusano Mutri, da padre nato a Cusano Mutri, avo paterno nato a Cusano Mutri, e altrettanto i miei antenati tra cui il padre Marcellino, Alcantarino, che è stato compagno di fratello Carlo di San Pasquale […] Ricorderò sempre le persone che mi hanno stimato e conserverò in cuore gli applausi che la cara Popolazione di Cusano Mutri mi ha rivolto in occasione del mio concerto il 10 marzo 1985"
Emma visse gli ultimi anni della sua vita a Roma, dove morì nel 1997.

## Opere
- Quattro edizioni della monografia "Cusano Mutri", suo paese natale descrivendolo dal punto di vista storico, geografico, culturale e religioso;

- Uno scritto sull'astronomo matematico cusanese Giuseppe Casella che dedicò tutta la sua vita al servizio della scienza apportandovi il suo notevole contributo;

- La raccolta di poesie "Canti del Sannio", un'opera di vasto respiro, frutto di ricerca storica e di grande impegno. La poetessa canta il Sannio in tutti i suoi aspetti rievocando antiche leggende e gloriose vicende storiche del popolo che lo abitò.

- L'opera lirica in tre atti "Sull'ara dei secoli", di cui ha scritto la musica, il libretto e l'orchestrazione: un'opera che offre occasione di riflessione sulla cultura, sulle costumanze e su alcune vicende storiche dell'eroico popolo dei Sanniti che rappresentò il raggruppamento etico e linguistico più importante dell'Italia antica.

- Il dramma inedito in tre atti "Raffaello e la Fornarina", scritto nel 1969, dedicato all'amore tra il celebre pittore Raffaello Sanzio e la figlia di un fornaio romano, che diventò poi anche la sua musa ispiratrice.

- Una raccolta di musiche per pianoforte, una raccolta di musiche per canto e pianoforte e una raccolta di composizioni per arpa.

- L'Ave Maria, più volte interpretata da se stessa e da altri artisti.

| Controllo di autorità | VIAF (EN) 88620491 · ISNI (EN) 0000 0000 6201 5284 · BAV 495/163391 |